# Samsung Galaxy M04
O Samsung Galaxy M04 é um smartphone baseado em Android desenvolvido e fabricado pela Samsung Electronics. Foi anunciado em 10 de dezembro de 2022, e lançou em 16 de dezembro de 2022.